# Pierre d'Éboli
Pierre d'Éboli, en latin Petrus de Ebulo, en italien Pietro da Eboli est un chroniqueur et poète de langue latine vivant dans l'Italie méridionale des XIIe et XIIIe siècles. 

## Biographie
Né dans la seconde moitié du XIIe siècle, Pierre d'Éboli (du nom d'une petite cité située en actuelle Campanie) est un moine du sud de l'Italie. C'est également un poète passé à la postérité grâce à un précieux ouvrage parvenu jusqu'à nous : « Liber ad honorem Augusti sive de rebus Siculis », rédigé à partir des années 1190. Divisé en 3 livres, 52 chapitres, et 1670 distiques, cet ouvrage a pour base chronologique le couronnement du nouveau roi de Sicile, Henri « le Sévère », dit aussi « le Cruel », de la dynastie impériale germanique des Hohenstaufen, qui vient d'évincer la Maison normande des Hauteville (25 décembre 1194). Pierre consacre son premier livre aux événements concernant le royaume normand de Sicile entre les années 1120 et 1190. Le second est consacré aux années 1194 et 1195, c'est-à-dire la chute des Hauteville et l'ascension des Hohenstaufen. Enfin, le troisième livre est une sorte de panégyrique glorifiant le roi Henri de Sicile. 
Peut-être par intérêt — étant donné qu'il écrit pour les Hohenstaufen — Pierre se montre assez dur envers Tancrède de Lecce, qu'il traite notamment de « Tancredulus » (« Petit Tancrède »), se moquant de sa petite taille, tout en lui prêtant un visage simiesque le représentant avec une tête de singe sur les illustrations de son ouvrage. Lors du conflit opposant Tancrède au prétendant au trône normand Roger d'Andria (1189/1190), Pierre semble prendre parti pour ce dernier, tout en critiquant le principal soutien de Tancrède, l'influent Matthieu d'Ajello, qu'il accuse de bigamie et de sorcellerie tout en prétendant qu'il prend des bains de pied dans le sang de jeunes enfants. 
Vivant parmi la Cour, il meurt après l'an 1220. 
Pierre d'Éboli est également à l'origine de deux ouvrages connus dont l'un a été perdu. Il s'agit d'un poème épique à la gloire de Frédéric Barberousse, poème intitulé « Gesta Federici » (perdu). L'autre ouvrage est connu et s'intitule « De balneis puteolanis » (« Sur les bains de Pouzzoles », 1212 ou 1220). Il s'agit d'une œuvre à caractère médical qui célèbre les qualités curatives d'une trentaine de sources des thermes phlégréens, près de Naples, œuvre destinée au roi de Sicile et empereur germanique Frédéric, la Stupor Mundi.

## Articles contextuels
- Liber ad honorem Augusti
- De balneis puteolanis
- Roger d'Andria